# Oberon (New South Wales)
Oberon ist eine Stadt und ein lokales Verwaltungsgebiet (LGA) im australischen Bundesstaat New South Wales. Die Stadt hat etwa 2.500 Einwohner (Stand 2021) und liegt am gleichnamigen Lake Oberon. Oberon liegt in den Blue Mountains. Etwa 30 km von der Stadt entfernt befindet sich der Kanangra-Boyd-Nationalpark.

## Söhne und Töchter der Stadt
- Bob Brown (* 1944): australischer Senator, Gründer der australischen Grünen, erster bekennender Homosexueller im australischen Parlament.